# Amnigenioidea
Amnigenioidea zijn een uitgestorven superfamilie van tweekleppigen uit de orde Actinodontida.

## Taxaonmie
De volgende families zijn bij de superfamilie ingedeeld:
- † Amnigeniidae Khalfin, 1948
- † Montanariidae Scarlato & Starobogatov, 1979
- † Zadimerodiidae Guo, 1988